# Jamila Ksiksi
Jamila Debbech Ksiksi (en árabe: جميلة دبش كسيكسي‎; Médenine, 14 de agosto de 1968 - Sfax, 19 de diciembre de 2022) fue una política tunecina, diputada de la Asamblea de Representantes del Pueblo de 2014 a 2021 para el partido Ennahda, la única parlamentaria negra en la Asamblea.